# 井戸川克隆
井戸川 克隆（いどがわ かつたか、1946年〈昭和21年〉5月16日 - ）は、日本の政治家。福島県双葉町長を2期務めた。

## 経歴
福島県双葉町出身。福島県立小高工業高等学校卒業。会社役員を経て、2005年、双葉町長に初当選。2009年、再選。
2012年11月28日、東京電力福島第一原発事故で生じた汚染土壌を搬入する放射性廃棄物中間貯蔵施設についての福島県と双葉郡8町村の会議に欠席した。この問題をめぐって町議会と対立、12月20日、町議会は町長不信任決議案を議員8人の全会一致で可決した。井戸川は12月26日に町議会を解散したが、2013年1月23日に町長辞職を表明し、2月12日に退任した。第23回参議院議員通常選挙にみどりの風から比例区で立候補するも、党が議席を獲得できなかったため落選。
2014年10月26日投開票の福島県知事選挙に、被爆を最小限に抑える政策を掲げ、無所属で立候補。革命的共産主義者同盟全国委員会などが支持したしたが、内堀雅雄に敗れ落選。
2025年7月30日、福島第一原発事故で被ばくしたのは国や東電の事故対応が原因などとして、井戸川が国と東電に計約7億5500万円の損害賠償を求めた訴訟の判決が東京地裁であり、阿部雅彦裁判長は、不動産への損害や避難生活に対する慰謝料などとして東電に約1億円の支払いを命じる一方、国への請求は棄却した。

## 活動
事故後の対応を巡り県および町議会と対立し、最終的に辞職に追い込まれた。以降は政府や福島県への批判を繰り返している。2012年1月の脱原発世界会議や、2013年5月28日スイスの国際連合ジュネーブ事務局（国連欧州本部）で開かれた国連人権理事会のサイドイベントへの出席もしている。
第23回参議院議員通常選挙に立候補した際は、選挙活動において「震災の8日前に、地震津波があることを政府や東京電力、東北電力や日本原燃はわかっていたのに発表を止めた」と発言した。
2012年2月の報道に「文部科学省の地震調査委員会が、宮城・福島沖巨大地震と津波に関する注意喚起の報告書を作成していたところ、震災8日前に開かれた電力会社3社との非公式の会合で要求を受け、報告書の修正に至ったことが、情報公開請求で判明した」というものがあり、発言はこの報道内容をベースにしている。
また、事故後は毎日鼻血が出る、脱毛がある、慢性的疲労感などの症状を訴えている。
2012年4月25日参議院の憲法審査会に参考人として招致され、被災地域の代表として様々な意見を述べているが、出席した自由民主党の山谷えり子は「絶対安全だと主張していた国と東電に被曝させられた結果、脱毛し毎日鼻血が出ているが、医療機関に検査を拒否され、国の対策もない」旨の井戸川の意見を引用し、当時の民主党政権下の首相野田佳彦に、双葉郡民は憲法上の国民ではないのかと、対策を迫っている。
また漫画原作者の雁屋哲が井戸川に取材し、『ビッグコミックスピリッツ』2014年5月19日号で、連載中の漫画『美味しんぼ』に井戸川を直接登場させる形で上記の症状とともに「福島では同じ症状の人が大勢いますよ。言わないだけです」「福島県に人は住めない」との主張を引用し掲載した。
漫画の描写に環境相石原伸晃が風評被害を呼ぶとの懸念を示したが、井戸川は「実際、鼻血が出る人の話を多く聞いている。私自身、毎日鼻血が出て、特に朝がひどい。発言の撤回はありえない」「なぜあの大臣が私の体についてうんぬんできるのか」と批判した。

## 著作
- 「原子力誘致で飛躍的発展も、厳しい今日の財政状況 (特集 原子力と地域振興)」、『エネルギーレビュー』エネルギーレビューセンター [編] 27(10) (通号 321) 2007年10月
- 「行政トップが紹介する『原子力のまち』財政再建と原子力との共生に取り組む双葉町」、 Energy for the future 34(3) (通号 135) 2010年
- 「ドキュメント原発震災30日 トップの決断 井戸川克隆双葉郡双葉町長」、『財界ふくしま』 40(12) 2011年12月
- 「井戸川克隆双葉郡双葉町長 (3・11東日本大震災「福島の1年」 ; ドキュメント原発震災30日 トップの決断)」、『財界ふくしま』41(4) 2012年4月
- 井戸川克隆、鎌田慧「全町が避難区域 1000年以上かけた町、1000年かかっても復興させる : 福島県双葉町 井戸川克隆町長に聞く」、『週刊金曜日』20(48) (通号 940) 2012年12月14日
- 「地方自治体の人々よ双葉町を教訓に」、別冊宝島編集部編『原発を止める55の方法 緊急出版!!各界著名人27人が示す「原発がいらない」理由』宝島社 2012年
- 「福島原発事故後の現実から原子力防災を考える (特集 原子力防災の条件)」、『科学』83(5) (通号 969) 岩波書店、2013年5月